# Equipo de Copa Davis de España
El equipo español de Copa Davis es el equipo de jugadores de nacionalidad española en dicha competición internacional. Su organización está a cargo de la Real Federación Española de Tenis.
España ha ganado la Copa Davis en seis ocasiones (2000, 2004, 2008, 2009, 2011 y 2019) y ha disputado la final en cuatro ocasiones más (1965, 1967, 2003 y 2012). En lo que va de siglo XXI, es el país más laureado de la competición con cinco títulos, logrados en 2004, dos de forma consecutiva en 2008 y 2009, en 2011 y el último conseguido en 2019 ante Canadá.
Hasta la edición de 2014, España había competido en el grupo mundial durante 18 años consecutivos (desde 1997), y en 29 de las últimas 30 ediciones, convirtiéndose en el quinto equipo con más presencias en la élite mundial. Además tiene el récord de imbatibilidad en eliminatorias disputadas sobre tierra batida con 29 victorias consecutivas.

## Historia
España es el sexto país con más títulos de Copa Davis y el tercero desde la creación en 1981 del actual sistema de competición, con seis campeonatos (2000, 2004, 2008, 2009, 2011) y 2019) y cuatro subcampeonatos (1965, 1967, 2003 y 2012).
| Uniforme |
| -------- |
|          |

A continuación se detalla por décadas la historia del Equipo nacional de tenis en la competición:

## Copa Davis 2011

### Octavos de final
| | Bandera de Bélgica | Bélgica                             | 1  | 4 | España | Bandera de España |  |
| --- | ------------------ | ----------------------------------- | -- | - | ------ | ----------------- |  |
| Spiroudome, Charleroi, Bélgica 4 al 6 de marzo de 2011 |                    |                                     |    |   |        |                   |  |
| \| 1 \| \| Xavier Malisse \| 4 \| 3 \| 1 \| \| \| \| 1 \| \| Fernando Verdasco \| 6 \| 6 \| 6 \| \| \| \| 2 \| \| Ruben Bemelmans \| 2 \| 4 \| 2 \| \| \| \| 2 \| \| Rafael Nadal \| 6 \| 6 \| 6 \| \| \| \| 3 \| \| Steve Darcis - Oliver Rochus \| 60 \| 4 \| 4 \| \| \| \| 3 \| \| Feliciano López - Fernando Verdasco \| 7 \| 6 \| 6 \| \| \| \| 4 \| \| Oliver Rochus \| 4 \| 2 \| \| \| \| \| 4 \| \| Rafael Nadal \| 6 \| 6 \| \| \| \| \| 5 \| \| Steve Darcis \| 64 \| 7 \| 7 \| \| \| \| 5 \| \| Feliciano López \| 7 \| 6 \| 63 \| \| \| |                    |                                     |    |   |        |                   |  |
| 1 | Bandera de Bélgica | Xavier Malisse                      | 4  | 3 | 1      |                   |  |
| 1 | Bandera de España  | Fernando Verdasco                   | 6  | 6 | 6      |                   |  |
| 2 | Bandera de Bélgica | Ruben Bemelmans                     | 2  | 4 | 2      |                   |  |
| 2 | Bandera de España  | Rafael Nadal                        | 6  | 6 | 6      |                   |  |
| 3 | Bandera de Bélgica | Steve Darcis - Oliver Rochus        | 60 | 4 | 4      |                   |  |
| 3 | Bandera de España  | Feliciano López - Fernando Verdasco | 7  | 6 | 6      |                   |  |
| 4 | Bandera de Bélgica | Oliver Rochus                       | 4  | 2 |        |                   |  |
| 4 | Bandera de España  | Rafael Nadal                        | 6  | 6 |        |                   |  |
| 5 | Bandera de Bélgica | Steve Darcis                        | 64 | 7 | 7      |                   |  |
| 5 | Bandera de España  | Feliciano López                     | 7  | 6 | 63     |                   |  |

### Cuartos de final
| | Bandera de Estados Unidos | Estados Unidos                        | 1  | 3  | España | Bandera de España |   |
| --- | ------------------------- | ------------------------------------- | -- | -- | ------ | ----------------- | - |
| Austin, Texas, Estados Unidos 8 al 10 de julio de 2011 |                           |                                       |    |    |        |                   |   |
| \| 1 \| \| Mardy Fish \| 4 \| 6 \| 3 \| 7 \| 6 \| \| 1 \| \| Feliciano López \| 6 \| 3 \| 6 \| 62 \| 7 \| \| 2 \| \| Andy Roddick \| 69 \| 5 \| 3 \| \| \| \| 2 \| \| David Ferrer \| 7 \| 7 \| 6 \| \| \| \| 3 \| \| Bob Bryan - Mike Bryan \| 63 \| 6 \| 6 \| 6 \| \| \| 3 \| \| Marcel Granollers - Fernando Verdasco \| 7 \| 4 \| 4 \| 4 \| \| \| 4 \| \| Mardy Fish \| 5 \| 63 \| 7 \| 65 \| \| \| 4 \| \| David Ferrer \| 7 \| 7 \| 5 \| 7 \| \| \| 5 \| \| Andy Roddick \| \| \| \| \| \| \| 5 \| Feliciano López \| \| \| \| \| \| \| |                           |                                       |    |    |        |                   |   |
| 1 | Bandera de Estados Unidos | Mardy Fish                            | 4  | 6  | 3      | 7                 | 6 |
| 1 | Bandera de España         | Feliciano López                       | 6  | 3  | 6      | 62                | 7 |
| 2 | Bandera de Estados Unidos | Andy Roddick                          | 69 | 5  | 3      |                   |   |
| 2 | Bandera de España         | David Ferrer                          | 7  | 7  | 6      |                   |   |
| 3 | Bandera de Estados Unidos | Bob Bryan - Mike Bryan                | 63 | 6  | 6      | 6                 |   |
| 3 | Bandera de España         | Marcel Granollers - Fernando Verdasco | 7  | 4  | 4      | 4                 |   |
| 4 | Bandera de Estados Unidos | Mardy Fish                            | 5  | 63 | 7      | 65                |   |
| 4 | Bandera de España         | David Ferrer                          | 7  | 7  | 5      | 7                 |   |
| 5 | Bandera de Estados Unidos | Andy Roddick                          |    |    |        |                   |   |
| 5 | Bandera de España         | Feliciano López                       |    |    |        |                   |   |

### Semifinales
| | Bandera de España  | España                              | 4 | 1 | Francia | Bandera de Francia |  |
| --- | ------------------ | ----------------------------------- | - | - | ------- | ------------------ |  |
| Plaza de toros Los Califas, Córdoba, España 16 al 18 de septiembre de 2011 |                    |                                     |   |   |         |                    |  |
| \| 1 \| \| Rafael Nadal \| 6 \| 6 \| 6 \| \| \| \| 1 \| \| Richard Gasquet \| 3 \| 0 \| 1 \| \| \| \| 2 \| \| David Ferrer \| 6 \| 6 \| 6 \| \| \| \| 2 \| \| Gilles Simon \| 1 \| 4 \| 1 \| \| \| \| 3 \| \| Feliciano López - Fernando Verdasco \| 1 \| 2 \| 0 \| \| \| \| 3 \| \| Michaël Llodra - Jo-Wilfried Tsonga \| 6 \| 6 \| 6 \| \| \| \| 4 \| \| Rafael Nadal \| 6 \| 6 \| 6 \| \| \| \| 4 \| \| Jo-Wilfried Tsonga \| 0 \| 2 \| 4 \| \| \| \| 5 \| \| Fernando Verdasco \| 6 \| 6 \| \| \| \| \| 5 \| \| Richard Gasquet \| 2 \| 1 \| \| \| \| |                    |                                     |   |   |         |                    |  |
| 1 | Bandera de España  | Rafael Nadal                        | 6 | 6 | 6       |                    |  |
| 1 | Bandera de Francia | Richard Gasquet                     | 3 | 0 | 1       |                    |  |
| 2 | Bandera de España  | David Ferrer                        | 6 | 6 | 6       |                    |  |
| 2 | Bandera de Francia | Gilles Simon                        | 1 | 4 | 1       |                    |  |
| 3 | Bandera de España  | Feliciano López - Fernando Verdasco | 1 | 2 | 0       |                    |  |
| 3 | Bandera de Francia | Michaël Llodra - Jo-Wilfried Tsonga | 6 | 6 | 6       |                    |  |
| 4 | Bandera de España  | Rafael Nadal                        | 6 | 6 | 6       |                    |  |
| 4 | Bandera de Francia | Jo-Wilfried Tsonga                  | 0 | 2 | 4       |                    |  |
| 5 | Bandera de España  | Fernando Verdasco                   | 6 | 6 |         |                    |  |
| 5 | Bandera de Francia | Richard Gasquet                     | 2 | 1 |         |                    |  |

### Final
| | Bandera de España    | España                              | 3 | 1  | Argentina | Bandera de Argentina |   |
| --- | -------------------- | ----------------------------------- | - | -- | --------- | -------------------- | - |
| Estadio de la Cartuja, Sevilla, España 2 al 4 de diciembre de 2011 |                      |                                     |   |    |           |                      |   |
| \| 1 \| \| Rafael Nadal \| 6 \| 6 \| 6 \| \| \| \| 1 \| \| Juan Mónaco \| 1 \| 1 \| 2 \| \| \| \| 2 \| \| David Ferrer \| 6 \| 62 \| 3 \| 6 \| 6 \| \| 2 \| \| Juan Martín Del Potro \| 2 \| 7 \| 6 \| 4 \| 3 \| \| 3 \| \| Feliciano López – Fernando Verdasco \| 4 \| 2 \| 3 \| \| \| \| 3 \| \| David Nalbandian – Eduardo Schwank \| 6 \| 6 \| 6 \| \| \| \| 4 \| \| Rafael Nadal \| 1 \| 6 \| 6 \| 7 \| \| \| 4 \| \| Juan Martín Del Potro \| 6 \| 4 \| 1 \| 60 \| \| \| 5 \| \| David Ferrer \| \| \| \| \| \| \| 5 \| David Nalbandian \| \| \| \| \| \| \| |                      |                                     |   |    |           |                      |   |
| 1 | Bandera de España    | Rafael Nadal                        | 6 | 6  | 6         |                      |   |
| 1 | Bandera de Argentina | Juan Mónaco                         | 1 | 1  | 2         |                      |   |
| 2 | Bandera de España    | David Ferrer                        | 6 | 62 | 3         | 6                    | 6 |
| 2 | Bandera de Argentina | Juan Martín Del Potro               | 2 | 7  | 6         | 4                    | 3 |
| 3 | Bandera de España    | Feliciano López – Fernando Verdasco | 4 | 2  | 3         |                      |   |
| 3 | Bandera de Argentina | David Nalbandian – Eduardo Schwank  | 6 | 6  | 6         |                      |   |
| 4 | Bandera de España    | Rafael Nadal                        | 1 | 6  | 6         | 7                    |   |
| 4 | Bandera de Argentina | Juan Martín Del Potro               | 6 | 4  | 1         | 60                   |   |
| 5 | Bandera de España    | David Ferrer                        |   |    |           |                      |   |
| 5 | Bandera de Argentina | David Nalbandian                    |   |    |           |                      |   |

## Récords del equipo español de Copa Davis
- Mayor número de victorias consecutivas como equipo local en Copa Davis, desde la creación del grupo mundial en 1981, hasta 2018 que cambió el formato: 27 victorias consecutivas como anfitrión, (2000-2018). A 1 de igualar el récord absoluto de Italia entre 1949 y 1964.[3][4]
- Mayor número de eliminatorias consecutivas invicto en Copa Davis sobre tierra batida: 27 victorias consecutivas sobre esta superficie como local y visitante, (2000-2012).[5]
- A nivel individual, Rafael Nadal es el jugador con más victorias consecutivas en la historia de la Copa Davis, con 33 triunfos entre individuales y dobles (2005-2019) superando las 22 de Wayne Ferreira y Owen Casey,[6] y el tercero con más victorias consecutivas en individuales, con 29 (2004-2019), tras las 33 de Björn Borg y las 36 de Marcos Baghdatis.[7][8]
- España es el cuarto país en conseguir dos títulos consecutivos de Copa Davis (2008 y 2009), desde la creación del Grupo Mundial en 1981.[9]

## Otros datos de interés
- El abanderado del equipo español de la final de la Copa Davis de 2000 fue Rafael Nadal.[10][11]
- Los vídeomarcadores del Camp Nou, retransmitieron el final del partido entre Ferrero y Hewitt, de la eliminatoria final de Copa Davis 2000, minutos antes del inicio del derbi entre FC Barcelona y RCD Espanyol.[12]
- Cuando España conquistó por primera vez la Copa Davis en el año 2000, el entonces presidente del Gobierno de España; José María Aznar se encontraba en la cumbre de Niza. Aznar interrumpió durante un instante la sesión exclamando: "¡Un momento! ¡España acaba de ganar la Copa Davis!". La reacción del presidente francés, Jacques Chirac, fue pedir "que conste en acta" mientras los presentes aplaudían.[13]

## Todos los jugadores
- Actualizado al 16 de septiembre de 2018. Jugadores en activo, en negrita,

| Nombre                      | Debut | Total V-D | Individuales V-D | Dobles V-D | Eliminatorias jugadas | Años jugados | Finales jugadas | Títulos |
| --------------------------- | ----- | --------- | ---------------- | ---------- | --------------------- | ------------ | --------------- | ------- |
| Aguilera, Juan              | 1983  | 7–6       | 6–4              | 1–2        | 6                     | 3            | 0               | 0       |
| Almagro, Nicolás            | 2008  | 8–4       | 8–4              | 0–0        | 7                     | 3            | 1               | 0       |
| Alonso-Areyzaga, José María | 1924  | 2–2       | 0–1              | 2–1        | 4                     | 2            | 0               | 0       |
| Alonso-Areyzaga, Manuel     | 1921  | 14–11     | 11–7             | 3–4        | 9                     | 6            | 0               | 0       |
| Alonso, Julián              | 1998  | 3–2       | 2–0              | 1–2        | 3                     | 2            | 0               | 0       |
| Andújar, Pablo              | 2014  | 1–2       | 1–2              | 0–0        | 2                     | 2            | 0               | 0       |
| Arilla, Alberto             | 1958  | 4–4       | 0–2              | 4–2        | 6                     | 4            | 0               | 0       |
| Arilla, José Luis           | 1959  | 21–19     | 4–6              | 17–13      | 30                    | 10           | 2               | 0       |
| Arrese, Jordi               | 1989  | 2–1       | 2–1              | 0–0        | 2                     | 2            | 0               | 0       |
| Avendaño, Juan              | 1983  | 1–0       | 1–0              | 0–0        | 1                     | 1            | 0               | 0       |
| Balcells, Joan              | 1999  | 8–4       | 2–1              | 6–3        | 9                     | 4            | 1               | 1       |
| Bartrolí, Jaime             | 1946  | 1–4       | 1–0              | 0–4        | 4                     | 4            | 0               | 0       |
| Bautista, Roberto           | 2014  | 6–5       | 6–5              | 0–0        | 7                     | 5            | 0               | 0       |
| Berasategui, Alberto        | 1993  | 2–2       | 2–2              | 0–0        | 3                     | 3            | 0               | 0       |
| Blanc, Juan Manuel          | 1936  | 0–1       | 0–0              | 0–1        | 1                     | 1            | 0               | 0       |
| Bruguera, Sergi             | 1990  | 12–11     | 11–9             | 1–2        | 10                    | 6            | 0               | 0       |
| Burillo, Jordi              | 1994  | 1–1       | 1–1              | 0–0        | 1                     | 1            | 0               | 0       |
| Carbonell, Tomás            | 1991  | 4–2       | 1–1              | 3–1        | 5                     | 4            | 0               | 0       |
| Carles, Luis                | 1946  | 2–3       | 0–1              | 2–2        | 2                     | 2            | 0               | 0       |
| Carreño, Pablo              | 2016  | 3–4       | 2–3              | 1–1        | 5                     | 3            | 0               | 0       |
| Casal, Sergio               | 1981  | 31–17     | 12–8             | 19–9       | 29                    | 14           | 0               | 0       |
| Castellá, Pedro             | 1946  | 0–3       | 0–3              | 0–0        | 2                     | 2            | 0               | 0       |
| Clavet, Francisco           | 1999  | 3–0       | 3–0              | 0–0        | 2                     | 2            | 0               | 0       |
| Corretja, Àlex              | 1996  | 20–11     | 12–13            | 8–8        | 19                    | 8            | 2               | 1       |
| Costa, Albert               | 1996  | 11–8      | 9–5              | 2–3        | 13                    | 6            | 1               | 1       |
| Costa, Carlos               | 1992  | 6–5       | 5–4              | 1–1        | 7                     | 6            | 0               | 0       |
| Couder, Juan Manuel         | 1956  | 17–15     | 15–11            | 2–4        | 17                    | 8            | 1               | 0       |
| De Gomar, Manuel            | 1921  | 10–8      | 7–5              | 3–3        | 6                     | 3            | 0               | 0       |
| Draper, José María          | 1953  | 4–4       | 2–3              | 2–1        | 4                     | 3            | 0               | 0       |
| Durall, Alberto             | 1933  | 1–2       | 0–1              | 1–1        | 2                     | 2            | 0               | 0       |
| Ferrer, Carlos              | 1953  | 4–5       | 3–4              | 1–1        | 4                     | 2            | 0               | 0       |
| Ferrer, David               | 2006  | 28–5      | 28–5             | 0–0        | 20                    | 10           | 4               | 3       |
| Ferrero, Juan Carlos        | 2000  | 18–7      | 18–6             | 0–1        | 18                    | 8            | 3               | 2       |
| Flaquer, Eduardo            | 1922  | 14–15     | 9–10             | 5–5        | 13                    | 7            | 0               | 0       |
| García-López, Guillermo     | 2013  | 0–1       | 0–1              | 0–0        | 1                     | 1            | 0               | 0       |
| García-Requena, José        | 1981  | 2–0       | 2–0              | 0–0        | 1                     | 1            | 0               | 0       |
| Giménez, Ángel              | 1976  | 6–4       | 2–3              | 4–1        | 7                     | 4            | 0               | 0       |
| Gimeno, Andrés              | 1958  | 23–10     | 18–5             | 5–5        | 13                    | 5            | 0               | 0       |
| Gisbert, José María         | 1969  | 1–0       | 1–0              | 0–0        | 1                     | 1            | 0               | 0       |
| Gisbert, Juan               | 1965  | 45–24     | 27–20            | 18–4       | 37                    | 10           | 2               | 0       |
| Granollers, Marcel          | 2010  | 5–6       | 2–1              | 3–5        | 8                     | 5            | 2               | 1       |
| Higueras, José              | 1973  | 21–18     | 15–15            | 6–3        | 17                    | 7            | 0               | 0       |
| Juanico, Antonio            | 1926  | 6–9       | 6–8              | 0–1        | 7                     | 5            | 0               | 0       |
| López, Feliciano            | 2003  | 14–18     | 6–8              | 8–10       | 27                    | 13           | 4               | 3       |
| López, Marc                 | 2012  | 6–6       | 2-0              | 4-6        | 9                     | 5            | 1               | 0       |
| López-Maeso, José           | 1981  | 7–3       | 5–3              | 2–0        | 5                     | 2            | 0               | 0       |
| Luna, Fernando              | 1979  | 9–4       | 9–4              | 0–0        | 7                     | 5            | 0               | 0       |
| Maier, Enrique              | 1929  | 13–13     | 7–10             | 6–3        | 9                     | 7            | 0               | 0       |
| Mantilla, Félix             | 1999  | 1–0       | 1–0              | 0–0        | 1                     | 1            | 0               | 0       |
| Marrero, David              | 2014  | 0–3       | 0–0              | 0–3        | 3                     | 2            | 0               | 0       |
| Martín, Alberto             | 2002  | 0–2       | 0–1              | 0–1        | 1                     | 1            | 0               | 0       |
| Martínez, Emilio            | 1953  | 5–12      | 4–12             | 1–0        | 10                    | 5            | 0               | 0       |
| Mir, Miguel                 | 1981  | 1–0       | 0–0              | 1–0        | 1                     | 1            | 0               | 0       |
| Morales, Raimundo           | 1926  | 3–3       | 1–0              | 2–3        | 5                     | 3            | 0               | 0       |
| Moyà, Carlos                | 1996  | 20–7      | 20–7             | 0–0        | 15                    | 7            | 2               | 1       |
| Muñoz, Antonio              | 1971  | 6–9       | 4–6              | 2–3        | 14                    | 8            | 0               | 0       |
| Munar, Jaume                | 2017  | 0–1       | 0–1              | 0–0        | 1                     | 1            | 0               | 0       |
| Nadal, Rafael               | 2004  | 29–5      | 24–1             | 5–4        | 18                    | 10           | 3               | 3       |
| Olozaga, Fernando           | 1953  | 2–3       | 0–0              | 2–3        | 5                     | 3            | 0               | 0       |
| Orantes, Manuel             | 1967  | 60–27     | 39–19            | 21–8       | 38                    | 14           | 1               | 0       |
| Ramos, Albert               | 2013  | 4–2       | 4–2              | 0–0        | 4                     | 3            | 0               | 0       |
| Robredo, Tommy              | 2002  | 9–12      | 6–8              | 3–4        | 14                    | 8            | 1               | 1       |
| Roig, Francisco             | 1997  | 0–1       | 0–0              | 0–1        | 1                     | 1            | 0               | 0       |
| Sánchez, Emilio             | 1984  | 32–23     | 18–14            | 14–9       | 24                    | 12           | 0               | 0       |
| Sánchez, Javier             | 1987  | 3–6       | 3–2              | 0–4        | 7                     | 5            | 0               | 0       |
| Santana, Manuel             | 1958  | 92–28     | 69–17            | 23–11      | 46                    | 14           | 2               | 0       |
| Saprissa, Ricardo           | 1930  | 1–0       | 0–0              | 1–0        | 1                     | 1            | 0               | 0       |
| Sindreu, Francisco          | 1926  | 7–8       | 6–7              | 1–1        | 8                     | 5            | 0               | 0       |
| Soler, Javier               | 1977  | 2–0       | 1–0              | 1–0        | 2                     | 1            | 0               | 0       |
| Suqué, Arturo               | 1934  | 0–2       | 0–2              | 0–0        | 1                     | 1            | 0               | 0       |
| Szavoszt, Mario             | 1947  | 1–4       | 1–3              | 0–1        | 2                     | 2            | 0               | 0       |
| Tejada, José María          | 1929  | 2–2       | 0–1              | 2–1        | 3                     | 3            | 0               | 0       |
| Tous, Alberto               | 1983  | 1–0       | 1–0              | 0–0        | 1                     | 1            | 0               | 0       |
| Verdasco, Fernando          | 2005  | 18–13     | 9–5              | 9–8        | 19                    | 10           | 3               | 3       |

## Series desde 1981
A continuación los resultados del equipo desde 1981, año en que fue conformado el Grupo Mundial y fueron determinadas las zonas continentales de Copa Davis.
- Notas: En la penúltima sección son consignados en primer término ambos singlistas, luego entre paréntesis los doblistas, y a continuación otro tenista que haya disputado un cuarto o quinto punto. Los debutantes están en cursiva. El primer número en el resultado de la serie corresponde a Chile.

| Año  | Llave                 | N.º | Rival               | Sede                                                  | Superficie  | Tenistas                                                                     | Res. |
| ---- | --------------------- | --- | ------------------- | ----------------------------------------------------- | ----------- | ---------------------------------------------------------------------------- | ---- |
| 1981 | Zona Europea          |     | Argelia             | Argel                                                 | Arcilla     | José García Requena, José López-Maeso, (Miguel Mir), Sergio Casal            | 5-0  |
| 1981 | Zona Europea          |     | Mónaco              | Club Tennis Lleida, Lérida                            | Arcilla     | Ángel Giménez, Fernando Luna, (Sergio Casal), José López-Maeso               | 5-0  |
| 1981 | Zona Europea          |     | Hungría             | Club de Tenis Avilés, Avilés                          | Arcilla     | Fernando Luna, José López-Maeso, (Sergio Casal / Ángel Giménez)              | 3-2  |
| 1982 | 1R Grupo Mundial      |     | Nueva Zelanda       | Christchurch                                          | Hierba      | José López-Maeso, Ángel Giménez, (Sergio Casal)                              | 2-3  |
| 1982 | Repesca GM            |     | Gran Bretaña        | Barcelona                                             | Arcilla     | Fernando Luna, José López-Maeso, (Sergio Casal / Ángel Giménez)              | 2-3  |
| 1983 | Zona Europea          |     | Yugoslavia          | Madrid                                                | Arcilla     | Sergio Casal, Juan Avendaño, (Juan Aguilera), Alberto Tous                   | 2-3  |
| 1984 | Zona Europea          |     | Argelia             | Pamplona                                              | Arcilla (i) | Emilio Sánchez Vicario, Juan Aguilera, (Sergio Casal)                        | 5-0  |
| 1984 | Zona Europea          |     | Países Bajos        | Ámsterdam                                             | Moqueta (i) | Juan Aguilera, Sergio Casal                                                  | 3-2  |
| 1984 | Zona Europea          |     | Irlanda             | Club de Campo, Vigo                                   | Arcilla     | Juan Aguilera, Emilio Sánchez Vicario, (Sergio Casal)                        | 4-1  |
| 1984 | Zona Europea          |     | Hungría             | Budapest                                              | Arcilla     | Juan Aguilera, Sergio Casal, (Emilio Sánchez Vicario)                        | 4-1  |
| 1985 | 1R Grupo Mundial      |     | Alemania Occidental | Sindelfingen                                          | Moqueta (i) | Sergio Casal, Juan Aguilera, (Emilio Sánchez Vicario)                        | 2-3  |
| 1985 | Repesca GM            |     | Japón               | Tokio                                                 | Arcilla     | Sergio Casal, Emilio Sánchez Vicario                                         | 3-0  |
| 1986 | 1R Grupo Mundial      |     | Gran Bretaña        | Telford                                               | Moqueta (i) | Sergio Casal, Emilio Sánchez Vicario                                         | 1-4  |
| 1986 | Repesca GM            |     | Nueva Zelanda       | Barcelona                                             | Arcilla     | Fernando Luna, Emilio Sánchez Vicario, (Sergio Casal)                        | 5-0  |
| 1987 | 1R Grupo Mundial      |     | Alemania Occidental | Real Club de Tenis Barcelona, Barcelona               | Arcilla     | Emilio Sánchez Vicario, Sergio Casal                                         | 3-2  |
| 1987 | QF Grupo Mundial      |     | Paraguay            | Caracas                                               | Arcilla     | Emilio Sánchez Vicario, Sergio Casal                                         | 3-2  |
| 1987 | SF Grupo Mundial      |     | Suecia              | Real Club de Tenis Barcelona, Barcelona               | Arcilla     | Emilio Sánchez Vicario, Javier Sánchez Vicario, (Sergio Casal)               | 2-3  |
| 1988 | 1R Grupo Mundial      |     | Dinamarca           | Aarhus                                                | Moqueta (i) | Sergio Casal, Emilio Sánchez Vicario                                         | 2-3  |
| 1988 | Repesca GM            |     | Brasil              | Murcia Club de Tenis, Murcia                          | Arcilla     | Javier Sánchez Vicario, Emilio Sánchez Vicario, (Sergio Casal)               | 5-0  |
| 1989 | 1R Grupo Mundial      |     | México              | Club de tenis Puente Romano, Marbella                 | Arcilla     | Jordi Arrese, Emilio Sánchez Vicario, (Sergio Casal)                         | 3-2  |
| 1989 | QF Grupo Mundial      |     | Yugoslavia          | Split                                                 | Moqueta (i) | Sergio Casal, Emilio Sánchez Vicario, Javier Sánchez Vicario                 | 1-4  |
| 1990 | 1R Grupo Mundial      |     | Austria             | Real Club de Tenis Barcelona, Barcelona               | Arcilla     | Emilio Sánchez Vicario, Sergi Bruguera, (Sergio Casal)                       | 2-3  |
| 1990 | Repesca GM            |     | Unión Soviética     | Moscú                                                 | Moqueta (i) | Sergi Bruguera, Emilio Sánchez Vicario, (Sergio Casal)                       | 4-1  |
| 1991 | 1R Grupo Mundial      |     | Canadá              | La Manga Club, Murcia                                 | Arcilla     | Sergi Bruguera, Emilio Sánchez Vicario, (Sergio Casal)                       | 4-1  |
| 1991 | QF Grupo Mundial      |     | Estados Unidos      | Newport                                               | Hierba      | Emilio Sánchez Vicario, Tomás Carbonell, (Sergio Casal)                      | 1-4  |
| 1992 | 1R Grupo Mundial      |     | Italia              | Bolzano                                               | Moqueta (i) | Sergi Bruguera, Emilio Sánchez Vicario, (Sergio Casal)                       | 1-4  |
| 1992 | Repesca GM            |     | Israel              | Real Club de Tenis Avilés, Avilés                     | Arcilla     | Jordi Arrese, Carlos Costa, (Sergio Casal / Emilio Sánchez Vicario)          | 3-0  |
| 1993 | 1R Grupo Mundial      |     | Países Bajos        | Centro municipal de tenis Vall d'Hebron, Barcelona    | Arcilla     | Sergi Bruguera, Carlos Costa, (Sergio Casal / Emilio Sánchez Vicario)        | 2-3  |
| 1993 | Repesca GM            |     | Corea del Sur       | Seúl                                                  | Dura        | Sergi Bruguera, Carlos Costa, (Tomás Carbonell), Alberto Berasategui         | 5-0  |
| 1994 | 1R Grupo Mundial      |     | Italia              | Club de Campo Villa de Madrid, Madrid                 | Arcilla     | Sergi Bruguera, Carlos Costa, (Tomás Carbonell), Alberto Berasategui         | 4-1  |
| 1994 | QF Grupo Mundial      |     | Alemania            | Halle                                                 | Hierba      | Sergi Bruguera, Jordi Burillo, (Tomás Carbonell)                             | 2-3  |
| 1995 | 1R Grupo Mundial      |     | Austria             | Viena                                                 | Dura (i)    | Sergi Bruguera, Carlos Costa, (Emilio Sánchez Vicario)                       | 1-4  |
| 1995 | Repesca GM            |     | México              | Ciudad de México                                      | Dura        | Sergi Bruguera, Alberto Berasategui, (Sergio Casal / Emilio Sánchez Vicario) | 2-3  |
| 1996 | Zona Europea/Africana |     | Israel              | Ramat Hasharon                                        | Dura        | Carlos Costa, Albert Costa, (Álex Corretja / Emilio Sánchez Vicario)         | 4-1  |
| 1996 | Repesca GM            |     | Dinamarca           | Club de Tennis Tarragona, Tarragona                   | Arcilla     | Albert Costa, Carlos Moyá, (Tomás Carbonell / Álex Corretja)                 | 4-1  |
| 1997 | 1R Grupo Mundial      |     | Alemania            | S'Illot                                               | Arcilla     | Carlos Moyá, Albert Costa, (Álex Corretja / Carlos Costa)                    | 4-1  |
| 1997 | QF Grupo Mundial      |     | Italia              | Pésaro                                                | Moqueta (i) | Carlos Moyá, Albert Costa, (Francis Roig / Javier Sánchez Vicario)           | 1-4  |
| 1998 | 1R Grupo Mundial      |     | Brasil              | Porto Alegre                                          | Arcilla     | Carlos Moyá, Álex Corretja, (Javier Sánchez Vicario)                         | 3-2  |
| 1998 | QF Grupo Mundial      |     | Suiza               | Club Tenis Coruña, La Coruña                          | Arcilla     | Carlos Moyá, Álex Corretja, (Julián Alonso / Javier Sánchez Vicario)         | 4-1  |
| 1998 | SF Grupo Mundial      |     | Suecia              | Estocolmo                                             | Moqueta (i) | Álex Corretja, Carlos Moyá, (Javier Sánchez Vicario), Julián Alonso          | 1-4  |
| 1999 | 1R Grupo Mundial      |     | Brasil              | Lleida Tennis Club, Lérida                            | Arcilla     | Carlos Moyá, Álex Corretja, (Albert Costa)                                   | 2-3  |
| 1999 | Repesca GM            |     | Nueva Zelanda       | Hamilton                                              | Dura (i)    | Félix Mantilla, Francisco Clavet, (Joan Balcells), Julián Alonso             | 5-0  |
| 2000 | 1R Grupo Mundial      |     | Italia              | Murcia Tennis Club, Murcia                            | Arcilla     | Albert Costa, Álex Corretja, (Joan Balcells), Francisco Clavet               | 4-1  |
| 2000 | QF Grupo Mundial      |     | Rusia               | Calderón Sports Club, Málaga                          | Arcilla     | Álex Corretja, Juan Carlos Ferrero, (Joan Balcells), Albert Costa            | 4-1  |
| 2000 | SF Grupo Mundial      |     | Estados Unidos      | Real Sociedad de Tenis de la Magdalena, Santander     | Arcilla     | Albert Costa, Álex Corretja, (Joan Balcells), Juan Carlos Ferrero            | 5-0  |
| 2000 | F Grupo Mundial       |     | Australia           | Palau Sant Jordi, Barcelona                           | Arcilla (i) | Albert Costa, Juan Carlos Ferrero, (Joan Balcells / Álex Corretja)           | 5-0  |
| 2001 | 1R Grupo Mundial      |     | Países Bajos        | Eindhoven                                             | Moqueta (i) | Juan Carlos Ferrero, Carlos Moyá, (Joan Balcells / Álex Corretja)            | 1-4  |
| 2001 | Repesca GM            |     | Uzbekistán          | Tennis Club de Albacete, Albacete                     | Arcilla     | Juan Carlos Ferrero, Álex Corretja, (Joan Balcells)                          | 4-0  |
| 2002 | 1R Grupo Mundial      |     | Marruecos           | Pabellón Príncipe Felipe, Zaragoza                    | Arcilla (i) | Juan Carlos Ferrero, Álex Corretja, (Joan Balcells)                          | 3-2  |
| 2002 | QF Grupo Mundial      |     | Estados Unidos      | Houston                                               | Hierba      | Tommy Robredo, Álex Corretja, (Joan Balcells), Alberto Martín                | 1-3  |
| 2003 | 1R Grupo Mundial      |     | Bélgica             | Centro Deportivo Tenis Olimpico, Sevilla              | Arcilla     | Juan Carlos Ferrero, Carlos Moyá, (Álex Corretja / Albert Costa)             | 5-0  |
| 2003 | QF Grupo Mundial      |     | Croacia             | Valencia Tennis Club, Valencia                        | Arcilla     | Juan Carlos Ferrero, Carlos Moyá, (Albert Costa), Álex Corretja              | 5-0  |
| 2003 | SF Grupo Mundial      |     | Argentina           | Palacio de Deportes José María Martín Carpena, Málaga | Arcilla (i) | Juan Carlos Ferrero, Carlos Moyá, (Álex Corretja / Albert Costa)             | 3-2  |
| 2003 | F Grupo Mundial       |     | Australia           | Melbourne                                             | Hierba      | Juan Carlos Ferrero, Carlos Moyá, (Álex Corretja / Feliciano López)          | 1-3  |
| 2004 | 1R Grupo Mundial      |     | República Checa     | Brno                                                  | Moqueta (i) | Rafael Nadal, Tommy Robredo, Feliciano López                                 | 3-2  |
| 2004 | QF Grupo Mundial      |     | Países Bajos        | Plaza de Toros Coliseo, Palma de Mallorca             | Arcilla     | Carlos Moyá, Juan Carlos Ferrero, (Rafael Nadal / Tommy Robredo)             | 4-1  |
| 2004 | SF Grupo Mundial      |     | Francia             | Plaza de toros de Alicante, Alicante                  | Arcilla     | Carlos Moyá, Juan Carlos Ferrero, Rafael Nadal, Tommy Robredo                | 4-1  |
| 2004 | F Grupo Mundial       |     | Estados Unidos      | Estadio La Cartuja, Sevilla                           | Arcilla (i) | Carlos Moyá, Rafael Nadal, (Juan Carlos Ferrero), Tommy Robredo              | 3-2  |
| 2005 | 1R Grupo Mundial      |     | Eslovaquia          | Bratislava                                            | Dura (i)    | Feliciano López, Fernando Verdasco, (Albert Costa / Rafael Nadal)            | 1-4  |
| 2005 | Repesca GM            |     | Italia              | Torre del Greco                                       | Arcilla     | Juan Carlos Ferrero, Rafael Nadal, (Feliciano López)                         | 3-2  |
| 2006 | 1R Grupo Mundial      |     | Bielorrusia         | Minsk                                                 | Moqueta (i) | Tommy Robredo, David Ferrer, (Feliciano López / Fernando Verdasco)           | 1-4  |
| 2006 | Repesca GM            |     | Italia              | Real Sociedad de Tenis de la Magdalena, Santander     | Arcilla     | Tommy Robredo, Rafael Nadal, (Fernando Verdasco), David Ferrer               | 4-1  |
| 2007 | 1R Grupo Mundial      |     | Suiza               | Ginebra                                               | Moqueta (i) | Fernando Verdasco, David Ferrer, (Feliciano López)                           | 3-2  |
| 2007 | QF Grupo Mundial      |     | Estados Unidos      | Winston-Salem                                         | Dura (i)    | Tommy Robredo, Fernando Verdasco, Feliciano López                            | 1-4  |
| 2008 | 1R Grupo Mundial      |     | Perú                | Lima                                                  | Arcilla     | Nicolás Almagro, Tommy Robredo, (Feliciano López / Fernando Verdasco)        | 5-0  |
| 2008 | QF Grupo Mundial      |     | Alemania            | Bremen                                                | Dura (i)    | Rafael Nadal, David Ferrer, Feliciano López, Fernando Verdasco               | 4-1  |
| 2008 | SF Grupo Mundial      |     | Estados Unidos      | Plaza de toros de Las Ventas, Madrid                  | Arcilla     | Rafael Nadal, David Ferrer, (Fernando Verdasco), Feliciano López             | 4-1  |
| 2008 | F Grupo Mundial       |     | Argentina           | Mar del Plata                                         | Dura (i)    | David Ferrer, Feliciano López, Fernando Verdasco                             | 3-1  |
| 2009 | 1R Grupo Mundial      |     | Serbia              | Terra Mítica, Benidorm                                | Arcilla     | David Ferrer, Rafael Nadal, (Tommy Robredo / Feliciano López)                | 4-1  |
| 2009 | QF Grupo Mundial      |     | Alemania            | Plaza de Toros de Puerto Banús, Marbella              | Arcilla     | Fernando Verdasco, Tommy Robredo, (Feliciano López), Juan Carlos Ferrero     | 3-2  |
| 2009 | SF Grupo Mundial      |     | Israel              | Polaris World la Torre Golf Resort, Murcia            | Arcilla     | David Ferrer, Juan Carlos Ferrero, (Tommy Robredo), Feliciano López          | 4-1  |
| 2009 | F Grupo Mundial       |     | República Checa     | Palau Sant Jordi, Barcelona                           | Arcilla (i) | Rafael Nadal, David Ferrer, (Feliciano López / Fernando Verdasco)            | 5-0  |
| 2010 | 1R Grupo Mundial      |     | Suiza               | Plaza de Toros de La Ribera, Logroño                  | Arcilla (i) | Nicolás Almagro, David Ferrer, (Marcel Granollers / Tommy Robredo)           | 4-1  |
| 2010 | QF Grupo Mundial      |     | Francia             | Clermont-Ferrand                                      | Dura (i)    | David Ferrer, Fernando Verdasco, Nicolás Almagro, Feliciano López            | 0-5  |
| 2011 | 1R Grupo Mundial      |     | Bélgica             | Charleroi                                             | Dura (i)    | Fernando Verdasco, Rafael Nadal, Feliciano López                             | 4-1  |
| 2011 | QF Grupo Mundial      |     | Estados Unidos      | Austin                                                | Dura (i)    | Feliciano López, David Ferrer, (Marcel Granollers / Fernando Verdasco)       | 3-1  |
| 2011 | SF Grupo Mundial      |     | Francia             | Plaza de toros Los Califas, Córdoba                   | Arcilla     | Rafael Nadal, David Ferrer, (Feliciano López), Fernando Verdasco             | 4-1  |
| 2011 | F Grupo Mundial       |     | Argentina           | Estadio La Cartuja, Sevilla                           | Arcilla (i) | Rafael Nadal, David Ferrer, (Feliciano López / Fernando Verdasco)            | 3-1  |
| 2012 | 1R Grupo Mundial      |     | Kazajistán          | Palacio de los Deportes, Oviedo                       | Arcilla (i) | Juan Carlos Ferrero, Nicolás Almagro, (Marc López), Marcel Granollers        | 5-0  |
| 2012 | QF Grupo Mundial      |     | Austria             | Marina d'Or, Oropesa del Mar                          | Arcilla     | Nicolás Almagro, David Ferrer, (Marcel Granollers / Marc López)              | 4-1  |
| 2012 | SF Grupo Mundial      |     | Estados Unidos      | Parque Hermanos Castro, Gijón                         | Arcilla     | Nicolás Almagro, David Ferrer, (Marcel Granollers / Marc López)              | 3-1  |
| 2012 | F Grupo Mundial       |     | República Checa     | O2 Arena, Praga                                       | Dura (i)    | Nicolás Almagro, David Ferrer, (Marcel Granollers / Marc López)              | 2-3  |
| 2013 | 1R Grupo Mundial      |     | Canadá              | Vancouver                                             | Dura (i)    | Albert Ramos, Marcel Granollers, (Marc López), Guillermo García López        | 2-3  |
| 2013 | Repesca GM            |     | Ucrania             | Madrid                                                | Arcilla     | Fernando Verdasco, Rafael Nadal, Marc López                                  | 5-0  |
| 2014 | 1R Grupo Mundial      |     | Alemania            | Fráncfort del Meno                                    | Dura (i)    | Roberto Bautista, Feliciano López, (David Marrero / Fernando Verdasco)       | 2-3  |
| 2014 | Repesca GM            |     | Brasil              | São Paulo                                             | Arcilla (i) | Roberto Bautista, Pablo Andújar, (Marc López / David Marrero)                | 1-3  |
| 2015 | Zona Europea          |     | Rusia               | Vladivostok                                           | Dura (i)    | Tommy Robredo, Pablo Andújar, (Marc López / David Marrero)                   | 2-3  |
| 2015 | Zona Europea          |     | Dinamarca           | Odense                                                | Dura (i)    | Rafael Nadal, David Ferrer, (Fernando Verdasco), Roberto Bautista            | 5-0  |
| 2016 | Zona Europea          |     | Rumanía             | Cluj-Napoca                                           | Dura (i)    | Feliciano López, Roberto Bautista, (Marc López), Pablo Carreño               | 4-1  |
| 2016 | Repesca GM            |     | India               | Nueva Delhi                                           | Dura        | Feliciano López, David Ferrer, (Rafael Nadal), Marc López                    | 5-0  |
| 2017 | 1R Grupo Mundial      |     | Croacia             | Osijek                                                | Dura (i)    | Pablo Carreño, Roberto Bautista, (Feliciano López / Marc López)              | 3-2  |
| 2017 | QF Grupo Mundial      |     | Serbia              | Belgrado                                              | Dura (i)    | Albert Ramos, Pablo Carreño, (Marc López), Jaume Munar                       | 1-4  |

## Distinciones
| Distinción                                                     | Año        |
| -------------------------------------------------------------- | ---------- |
| Placa de Oro – Real Orden del Mérito Deportivo                 | 2001       |
| Galardón                                                       | Año        |
| Premio Nacional del Deporte «Mejor Selección Española del Año» | 2000, 2004 |

## Filmografía
- TVE (06/12/2000), «Promo Final Copa Davis 2000 - TVE» en YouTube
- TD–TVE (10/12/2000), «Telediario–TVE - Especial Final Copa Davis 2000» en rtve.es